# 福間種之
福間 種之（ふくま たねゆき）は、江戸時代の武士。毛利氏家臣で長州藩士。父は福間就政。知行は200石。

## 生涯
寛永18年（1641年）、毛利氏家臣・福間就政の子として生まれる。万治2年（1659年）に父が死去したため、その後を継いで毛利綱広に仕えた。
貞享元年（1684年）11月5日に死去。享年44。子の政尚が後を継いだ。